# ステファヌ・リュフィエ
ステファヌ・リュフィエ（Stéphane Ruffier, 1986年9月27日 - ）は、フランス・ピレネー＝アトランティック県バイヨンヌ出身の元サッカー選手。現役時代のポジションはゴールキーパー。

## 経歴

### クラブ
ASモナコでデビュー。当初はフラヴィオ・ローマの控えだったが、彼の負傷で得たチャンスを掴むと2008-09シーズンからは正GKとしてプレー。ローマをACミラン移籍へと追いやった。
モナコのリーグ・ドゥ降格に伴い、2011年7月11日に300万ユーロでASサンテティエンヌへと移籍。8月6日のFCジロンダン・ボルドーとの開幕戦では生え抜きのジェレミー・ジャノを抑えてスタメン出場を果たし、チームは見事逆転で勝利した。その後は鋭い反応で正GKのポジションを確保し全38試合に出場。チームも7位と4年ぶりの1桁順位を記録し、シーズン終了後にジャノを移籍に追いやった。
2021年1月13日、現役引退を表明した。

### 代表
U-21フランス代表の経歴がある。2010年8月11日のノルウェーとの親善試合でA代表デビューした。

## 代表歴

### 出場大会
- フランス代表
  - 2014 FIFAワールドカップ

### 試合数
- 国際Aマッチ 3試合 0得点（2010年-2015年）[1]

| フランス代表 | 国際Aマッチ | 国際Aマッチ |
| 年           | 出場        | 得点        |
| ------------ | ----------- | ----------- |
| 2010         | 1           | 0           |
| 2011         | 0           | 0           |
| 2012         | 0           | 0           |
| 2013         | 0           | 0           |
| 2014         | 1           | 0           |
| 2015         | 1           | 0           |
| 通算         | 3           | 0           |

## タイトル

### クラブ
ASサンテティエンヌ
- クープ・ドゥ・ラ・リーグ : 2012-13